# Apotropina wisei
Apotropina wisei är en tvåvingeart som först beskrevs av Harrison 1959.  Apotropina wisei ingår i släktet Apotropina och familjen fritflugor. Inga underarter finns listade i Catalogue of Life.